# 乌克兰海军步兵
烏克蘭海軍步兵是乌克兰海军的海軍陸戰隊。該部隊負責參與兩棲作戰、空降和两栖空降作战，有時与陆军部隊合作，目的是占领或收復部分海岸、岛屿、港口、舰队基地、海岸机场。有時也要守衛海军基地、重要的海岸、岛屿。 

## 歷史

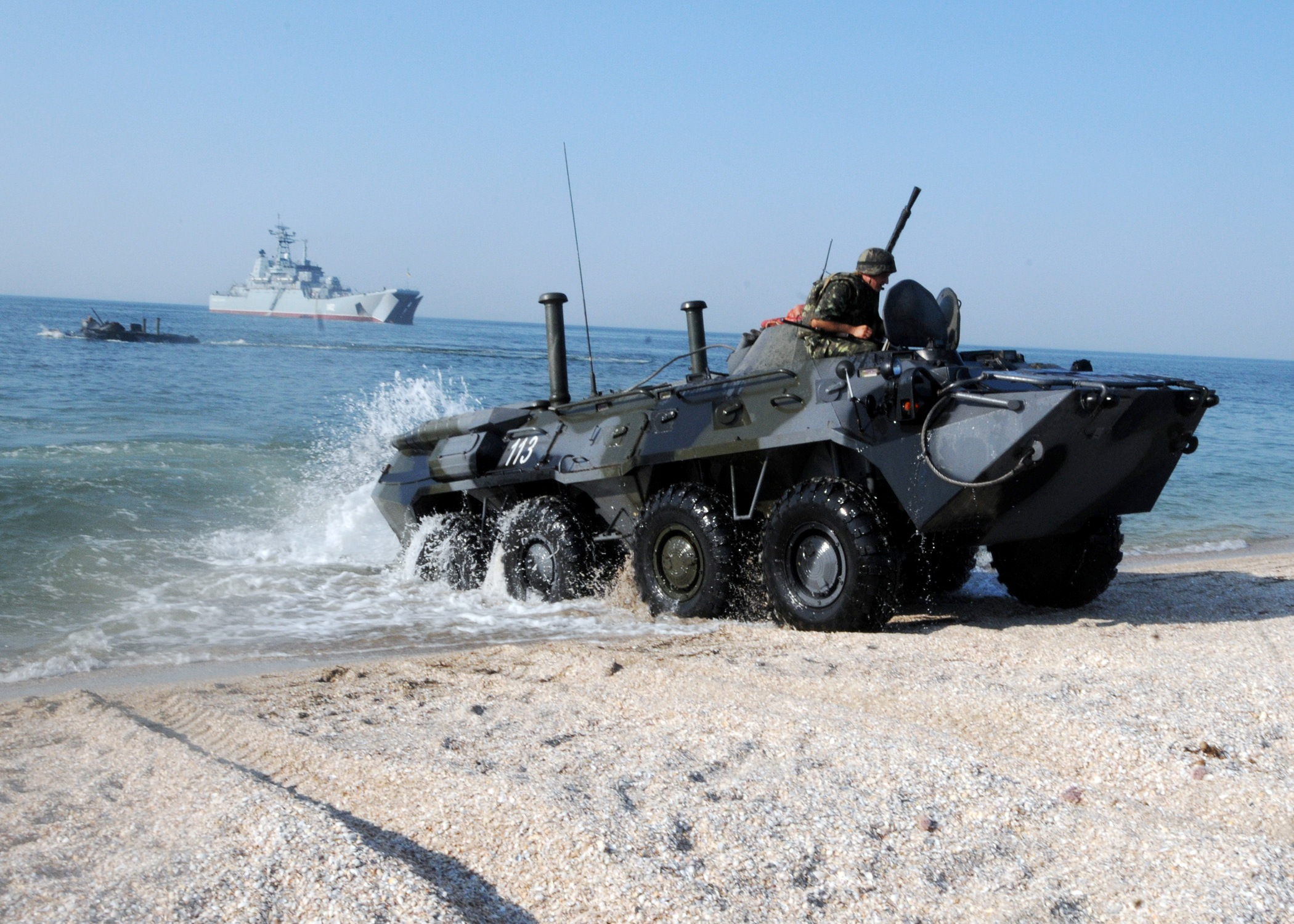
海軍步兵BTR-80参加2010年海風演習。

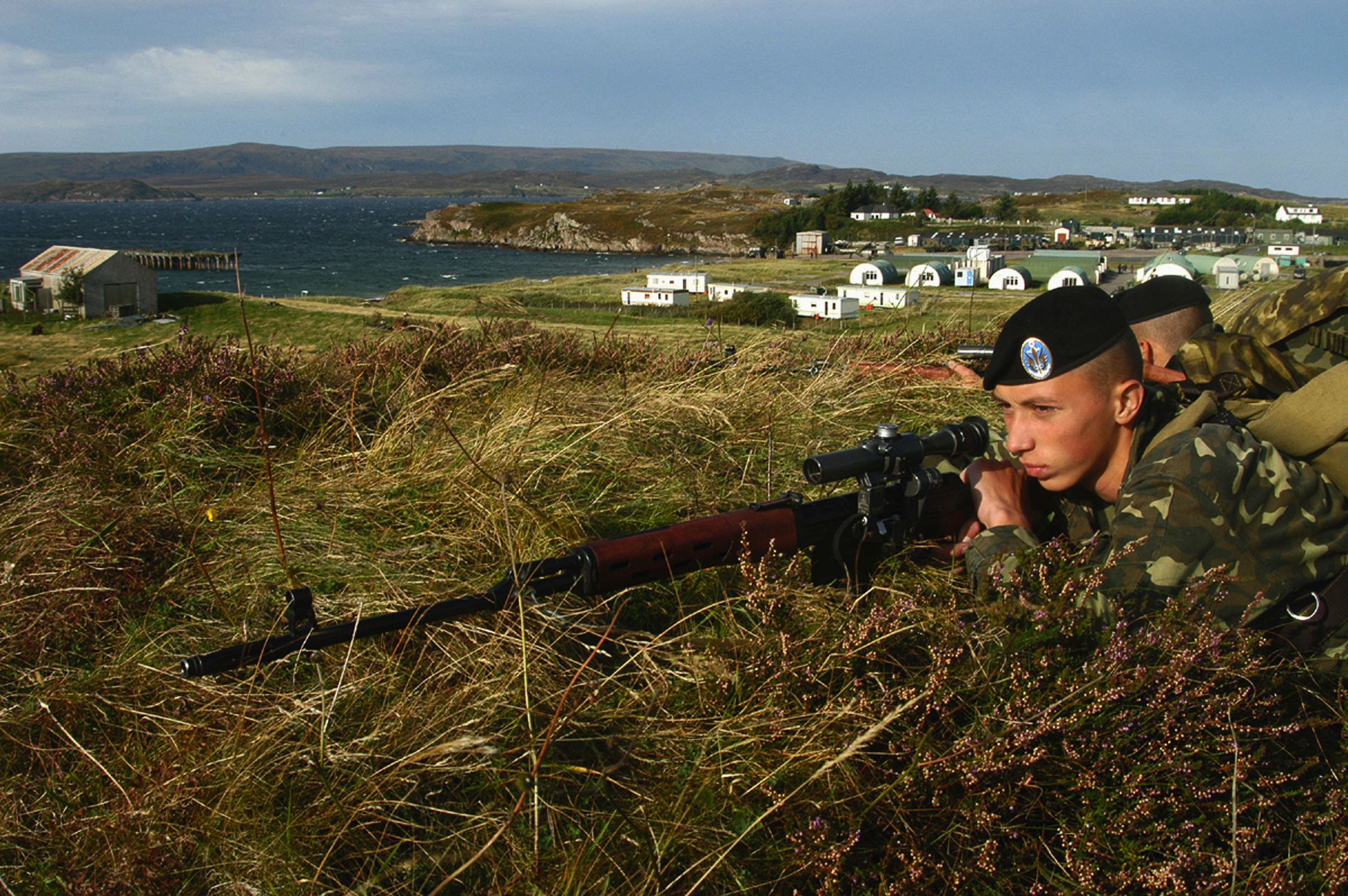
手持SVD狙擊步槍的海軍步兵參加蘇格蘭的北極光'03演習。

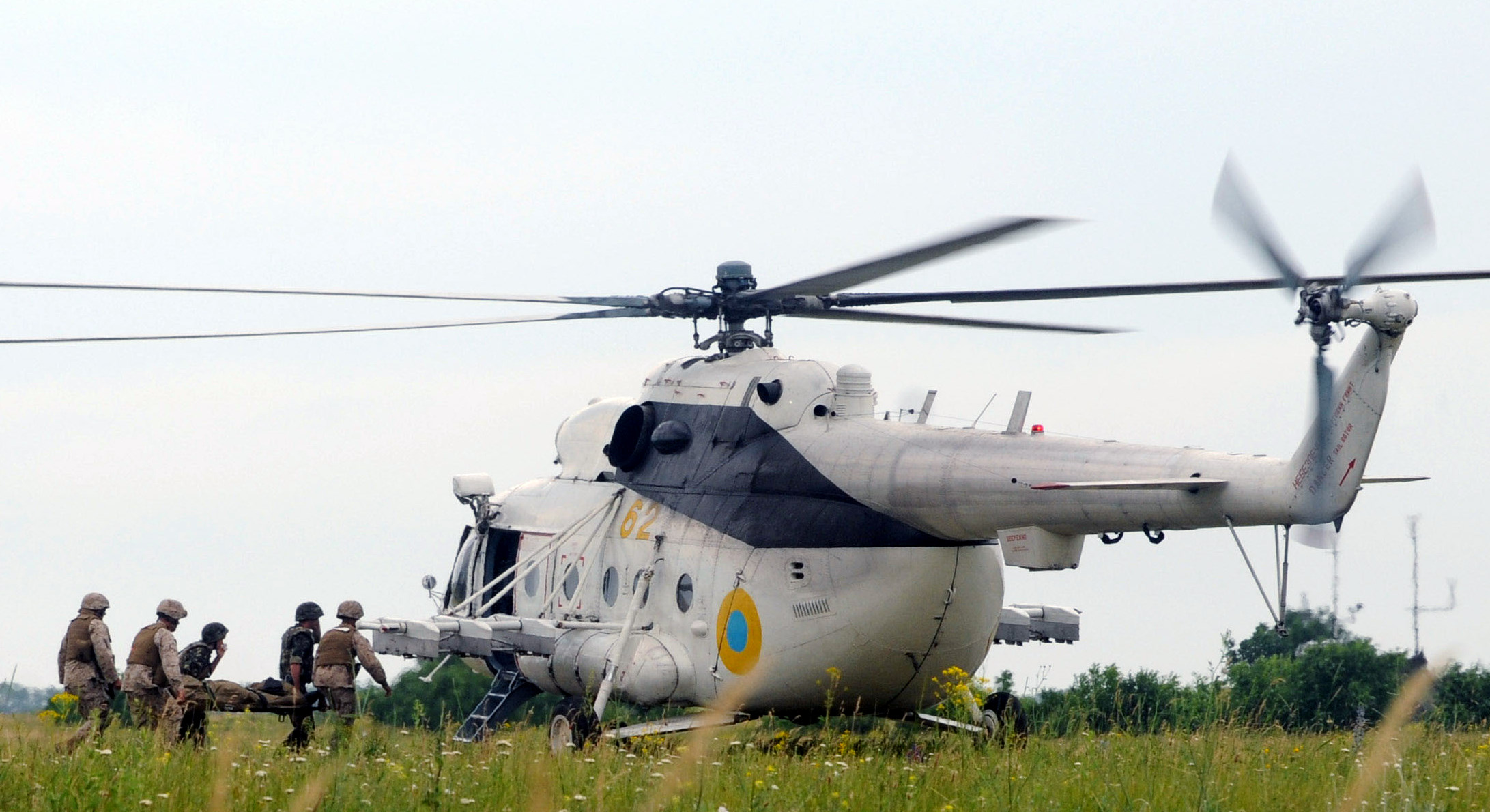
2011年海風演習的烏克蘭海軍步兵和美國海軍陸戰隊隊員。

烏克蘭海軍步兵的前身是俄羅斯帝國海軍黑海艦隊的海軍步兵。

### 烏克蘭國時期
前俄羅斯帝國陸軍及海軍總司令帕維爾·斯科羅帕茨基在他建立烏克蘭國政權的第一個月就組織了6.5萬人的軍隊，其中包含了含有三個團的海軍步兵旅。海軍步兵的責任是防衛沿海地區、擔任堡壘的駐軍、進行登陸行動以及保護海軍的財產。該旅分為三個團：第一團負責西部邊界之間的地區到敖德薩附近的蘇查夫卡（Suchavka）村；第二團負責蘇哈夫卡和斯坦尼斯瓦烏夫（現伊萬諾-弗蘭科夫斯克）之間的領土；第三團則負責斯坦尼斯拉沃夫到赫爾松的佩列科普（Perekop）地區。
各旅於1918年8月31日成立了指揮部。第一團的團部位於敖德薩，第二團的團部位於尼古拉耶夫，第三團的團部則位於赫爾松。同時，編隊中加入了3個騎兵營。第一營駐紮於敖德薩，第二營駐紮於奧恰基夫，第三營則駐紮在佩列科普。同年12月，帕維爾·斯科羅帕茨基在西蒙·彼得留拉帶領的起義中被迫下臺。海軍步兵則繼續在烏克蘭人民共和國服役。

### 近代

#### 1992年－2013年
1992年2月22日，維塔利·羅日曼諾夫少校指揮的黑海艦隊第880獨立海軍步兵營宣誓效忠烏克蘭。然而，在黑海艦隊司令部向莫斯科報告後，以將重新編組的方式，阻止海軍步兵轉由烏克蘭管轄。
1993年7月1日，烏克蘭海軍成立後，第一個獨立的海軍步兵營在塞瓦斯托波爾成立，其中包含了許多黑海艦隊的軍官。為了使烏克蘭海軍步兵第1營盡快進入戰備狀況，他們直接在空中機動部隊中徵召人員。1993年9月1日，第41獨立海軍步兵營成立。1994年9月20日，第4海軍步兵旅在克里米亞的泰洛夫（Tylove）村成立。
1996年－1998年間，該旅隸屬於烏克蘭國民警衛隊，兩年後被轉移到烏克蘭海軍，並重新編排為第1獨立海軍步兵旅，駐紮在費奧多西亞，共轄1,500名海軍步兵員。2003年－2004年間，由於實施了減少旅數量的計畫，海軍步兵旅被縮編為一個營。
2013年，烏克蘭武裝部隊海軍司令部決定在刻赤成立一個新的海軍步兵營。12月，第501獨立海軍步兵營正式成立。

#### 2014-2023年
2014年3月下旬，駐紮在克里米亞的第1獨立海軍步兵營和第501獨立海軍步兵營在俄羅斯吞併克里米亞後，被部署到尼古拉耶夫。在克里米亞被吞併後，烏克蘭海軍步兵僅剩下約200名士兵，但目前已增加至2,000人。
在2014年的頓巴斯戰爭期間，海軍步兵被派遣去和烏東的分離主義者作戰。由於海軍步兵在克里米亞危機中受到了嚴重打擊，因為除了第73特種特遣隊外，所有部隊都在克里米亞。因此，他們在9月完成大規模重組後，才被部署到頓巴斯戰爭中。
10月29日，一名少校在馬里烏波爾陣亡，這是克里米亞危機後海軍步兵的首次傷亡。
11月8日，由於部隊的定期輪換，海軍步兵返回了尼古拉耶夫的永久駐紮地。
2018年5月23日，海軍步兵第一次慶祝了生日。總統波羅申科正式批准了這個節日，以慶祝烏克蘭的軍事歷史。這個節日象徵著1918年5月烏克蘭獨立戰爭期間，第一批海軍步兵的組建。同時，海軍步兵轉型為艦隊海軍師，擁有兩個旅和一個獨立海上炮兵旅。他們效仿英國皇家海軍陸戰隊的做法，將以前的黑色貝雷帽改為淺綠色。

#### 2023年後
2023年5月23日乌克兰总统泽连斯基在顿涅茨克前线视察部队，与那里的乌“海军陆战队员”一起庆祝“海军陆战队日”，并宣布将组建“海军陆战队”。
這意味著，泽连斯基要提升海军步兵的规格，甚至不排除让它成为一支效仿美国海军陆战队的独立军种。

### 马里乌波尔围城战
2022年4月12日，烏克蘭海军步兵第36旅士兵發佈視頻，表示他们不会放弃自己的阵地，並称“我们将尽可能地守住这座城市的每一个角落”和“但现实是这座城市被包围了，被封锁，没有弹药或食物的补给”。次日，俄罗斯国防部和车臣领导人拉姆赞·卡德罗夫宣布，包括162名军官在內的第36旅的1026名乌克兰海军陆战成员在马里乌波尔放下武器投降。 乌克兰国防部发言人表示，他没有收到有關烏克蘭士兵投降的信息，乌克兰总统办公室和乌克兰总参谋部也没有立即发表评论。 乌克兰总统泽连斯基的一位高级顾问表示，马里乌波尔仍然有烏克蘭軍隊在防守。 

## 象徵

### 紀念日
|                                                         | 為了振興和發展國家軍事傳統，鑑於烏克蘭海軍步兵在保衛國家能力方面的重要作用，根據烏克蘭憲法第112條，我決定： 1. 在烏克蘭設立海軍步兵日。 2. 每年11月16日慶祝。本法令自公佈之日起生效。 |
| ——烏克蘭代理總統、烏克蘭最高拉達主席亞歷山大·圖奇諾夫， | |

2018年是烏克蘭獨立100周年，同年海軍步兵日被更改為5月23日，也就是帕維爾·斯科羅帕茨基開始組織海軍步兵的那一天。

## 結構
*別爾江斯克（在别尔江斯克战役後失守，目前成為俄佔札波羅熱一部分。）